# Jełowiccy herbu Jełowicki
Jełowiccy (hist. pol. Jałowieccy) herbu własnego (Jełowicki), przydomku Bożeniec – żyjący do dziś , polski ród książęcy, pochodzenia ruskiego. Należeli do jednego z najbardziej zasłużonych i najwybitniejszych rodów w Rzeczypospolitej. Na przestrzeni dziejów członkowie tego rodu piastowali liczne funkcje dygnitarskie i kościelne. W swej historii Jełowiccy wielokrotnie przelewali krew w obronie ustroju Polski. 
Członkowie rodu Jełowickich wiązali się z takimi rodami jak Czartoryscy, Woronieccy, Sokolscy, Ostrogscy czy Wiśniowieccy. 

## Etymologia nazwiska
Nazwisko Jełowickich ma charakter odmiejscowy, a dokładniej od Jałowicz (Jełowicz), obecnie zlokalizowanych na Wołyniu, gdzie wzmiankowani byli w Metryce Wołyńskiej w 1528 roku .

## Etymologia przydomku
Przydomek, którym posługują się Jełowiccy – Bożeniec – został przez nich przyjęty z uwagi na pamięć o ich najdawniejszym przodku, Paszce Bożeńcu Jełowickim.

## Tytuł książęcy
Tytuł książęcy Jełowickich wzbudzał wśród heraldyków wiele kontrowersji. Kasper Niesiecki w swym dziele podał informację jakoby Jełowiccy mieli pochodzić od książąt perejasławskich. Tego samego zdania był Józef Jabłonowski, który wyprowadził ich od Izasława, księcia perejasławskiego, wraz z innymi rodami książęcymi. 
Adam Kosiński dodaje do tego, że Jełowiccy prawdopodobnie są linią zgasłej rodziny książęcej – Kropotków, a tytuł książęcy zarzucili w XVI-tym wieku. Powodem do tego twierdzenia była okoliczność, że członkowie Kropotków od posiadanej wówczas przez nich miejscowości Jełowicz, podpisywali się w dokumentach jako Jełowiccy (innymi słowy: z Jełowic).
Przeciw książęcemu pochodzeniu Jełowickich stał Józef Wolff, który w swojej pracy przeznaczonej rodom kniaziowskim stwierdził, że protoplasta Jełowickich, Paszko Bożeniec Jełowicki, był zwykłym szlachcicem.
Nie podlega jednak dyskusji, że pochodzenie książęce Jełowickich zostało im przyznane dekretem komisji legitymacyjnej i zatwierdzone przez rosyjską heroldię dnia 28 lutego 1841 roku.

## Historia
Według Józefa Wolffa, początków rodu Jełowickich należy szukać na Wołyniu, tam też w 1444 roku, protoplasta rodziny, Paszko Bożeniec Jełowicki, otrzymał nadanie miejscowości Łanowce (powiat krzemieniecki na Wołyniu) od Kazimierza Jagiellończyka. Historyk Teodor Żychliński, określa dom Jełowickich jako jeden z najdawniejszych na Wołyniu, spokrewniony z najstarszymi rodami z tego regionu.  
Metryka Wołyńska z 1528 roku wspomina o istnieniu Hniewosza Jełowickiego.   
Miejscowość Łanowce przechodząc z pokolenia na pokolenie znalazła się w połowie XVI wieku w posiadaniu potomka Paszka – Hniewosza, syna Iwana. O wydarzeniu tym świadczy zachowany dokument przyznania miejscowości przez króla Zygmunta II Augusta w 1565 roku. Od tego momentu miejscowość Łanowce należała do rodu Jełowickich aż do 1848 roku.

W pewnym momencie Jełowiccy przenieśli się z Wołynia do województwa bracławskiego, w którym mieli znaczne dobra ziemskie. Ziemie powiększyły się jeszcze bardziej po otwarciu portu odeskiego w 1794 roku. Z biegiem czasu bogacili się coraz szybciej, żyjąc z nowego handlu i żyznych ziem, w których byli posiadaniu. Stefan Jełowicki, ożeniony z Iwankiewiczówną, otrzymał też znaczny zapis od bezdzietnego Antoniego Jaroszyńskiego, i nabył Siennicę.

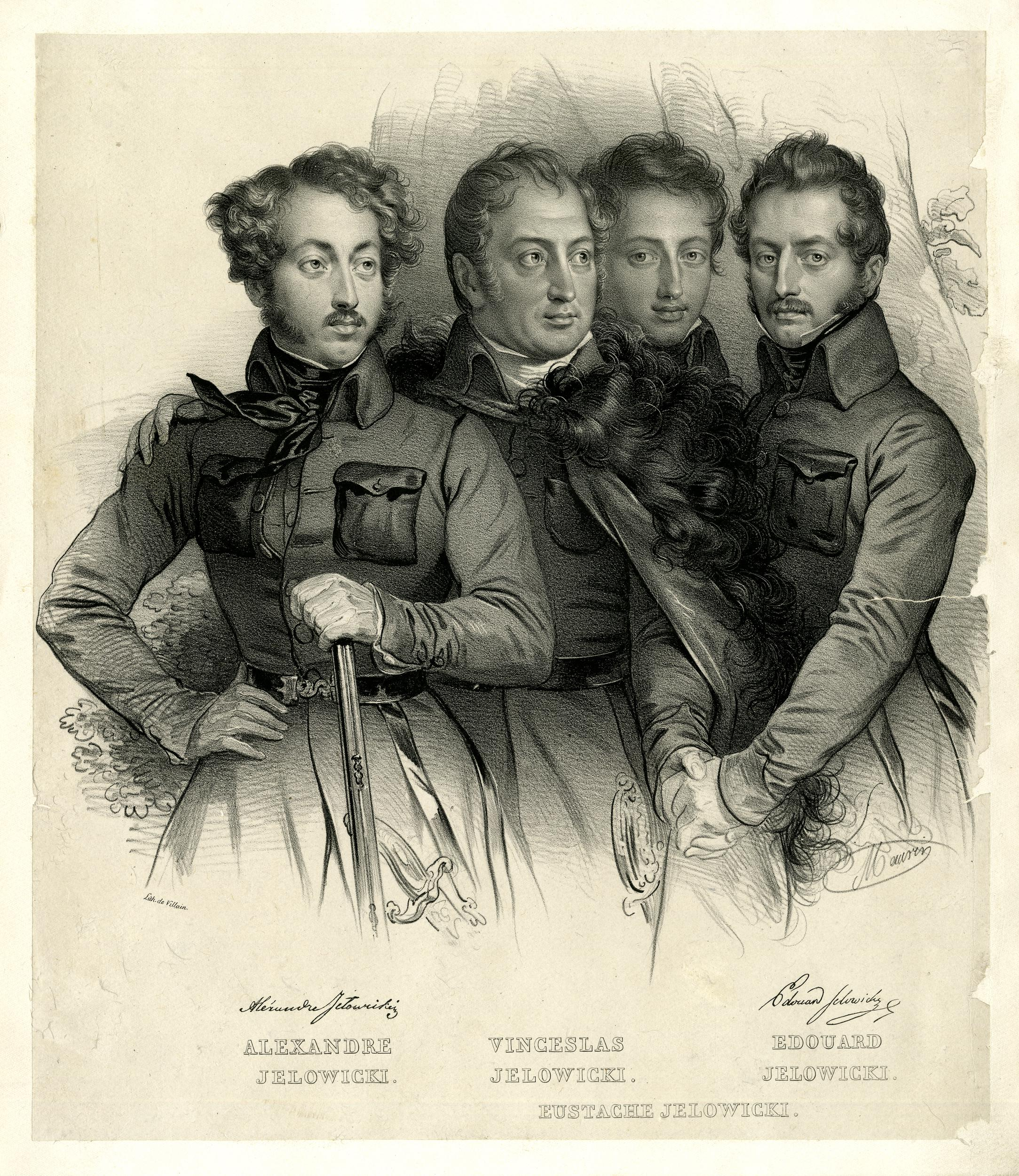
Zdjęcie powstańców listopadowych, Wacława Jełowickiego z trzema synami

W 1830 roku Jełowiccy dali przykład szczerego poświęcenia do ojczyzny. Wacław z trzema synami (Edwardem, Eustachym i Aleksandrem) stanął do walki w powstaniu listopadowym. Poproszony o powrót do domu z synami odrzekł, że chce spłacić swój dług i nikt nie może go w tej kwestii zastąpić. Poświęcenie Jełowickich było uwieńczone śmiercią Wacława na polu bitwy w 1831 roku.

## Gałęzie
Rozgałęzienie linii Jełowickich, opracowanie na podstawie tekstu poniżej:
|                            |                            |                            |                            |                            |                            |                 |                 |                 |                 |                 |                 |                  |                  |                  |                  |                  |                  |                 |                 |  |  |                              |                              |                              |                              |                              |                              | Linia Główna     |                  |                  |                  |                  |                  |                  |                  |                  |                  |                  |                  |                |                |                |                |                  |                  |                  |                  |                  |                  |                  |                  |                  |                  |                  |                  |  |  |
|                            |                            |                            |                            |                            |                            |                 |                 |                 |                 |                 |                 |                  |                  |                  |                  |                  |                  |                 |                 |  |  |                              |                              |                              |                              |                              |                              |                  |                  |                  |                  |                  |                  |                  |                  |                  |                  |                  |                  |                |                |                |                |                  |                  |                  |                  |                  |                  |                  |                  |                  |                  |                  |                  |  |  |
|                            |                            |                            |                            |                            |                            |                 |                 |                 |                 |                 |                 |                  |                  |                  |                  |                  |                  |                 |                 |  |  | Linia Milczańsko-Kamieniecka | Linia Milczańsko-Kamieniecka | Linia Milczańsko-Kamieniecka | Linia Milczańsko-Kamieniecka | Linia Milczańsko-Kamieniecka | Linia Milczańsko-Kamieniecka |                  |                  |                  |                  |                  |                  | Linia Łanowiecka | Linia Łanowiecka | Linia Łanowiecka | Linia Łanowiecka | Linia Łanowiecka | Linia Łanowiecka |                |                |                |                |                  |                  |                  |                  |                  |                  |                  |                  |                  |                  |                  |                  |  |  |
|                            |                            |                            |                            |                            |                            |                 |                 |                 |                 |                 |                 |                  |                  |                  |                  |                  |                  |                 |                 |  |  | Linia Milczańsko-Kamieniecka | Linia Milczańsko-Kamieniecka | Linia Milczańsko-Kamieniecka | Linia Milczańsko-Kamieniecka | Linia Milczańsko-Kamieniecka | Linia Milczańsko-Kamieniecka |                  |                  |                  |                  |                  |                  | Linia Łanowiecka | Linia Łanowiecka | Linia Łanowiecka | Linia Łanowiecka | Linia Łanowiecka | Linia Łanowiecka |                |                |                |                |                  |                  |                  |                  |                  |                  |                  |                  |                  |                  |                  |                  |  |  |
|                            |                            |                            |                            |                            |                            |                 |                 |                 |                 |                 |                 |                  |                  |                  |                  |                  |                  |                 |                 |  |  |                              |                              |                              |                              |                              |                              |                  |                  |                  |                  |                  |                  |                  |                  |                  |                  |                  |                  |                |                |                |                |                  |                  |                  |                  |                  |                  |                  |                  |                  |                  |                  |                  |  |  |
|                            |                            |                            |                            |                            |                            |                 |                 |                 |                 |                 |                 |                  |                  | Linia Ozenińska  | Linia Ozenińska  | Linia Ozenińska  | Linia Ozenińska  | Linia Ozenińska | Linia Ozenińska |  |  |                              |                              |                              |                              |                              |                              |                  |                  |                  |                  |                  |                  |                  |                  |                  |                  |                  |                  |                |                |                |                | Linia Łanowiecka | Linia Łanowiecka | Linia Łanowiecka | Linia Łanowiecka | Linia Łanowiecka | Linia Łanowiecka |                  |                  |                  |                  |                  |                  |  |  |
|                            |                            |                            |                            |                            |                            |                 |                 |                 |                 |                 |                 |                  |                  | Linia Ozenińska  | Linia Ozenińska  | Linia Ozenińska  | Linia Ozenińska  | Linia Ozenińska | Linia Ozenińska |  |  |                              |                              |                              |                              |                              |                              |                  |                  |                  |                  |                  |                  |                  |                  |                  |                  |                  |                  |                |                |                |                | Linia Łanowiecka | Linia Łanowiecka | Linia Łanowiecka | Linia Łanowiecka | Linia Łanowiecka | Linia Łanowiecka |                  |                  |                  |                  |                  |                  |  |  |
|                            |                            |                            |                            |                            |                            |                 |                 |                 |                 |                 |                 |                  |                  |                  |                  |                  |                  |                 |                 |  |  |                              |                              |                              |                              |                              |                              |                  |                  |                  |                  |                  |                  |                  |                  |                  |                  |                  |                  |                |                |                |                |                  |                  |                  |                  |                  |                  |                  |                  |                  |                  |                  |                  |  |  |
|                            |                            |                            |                            |                            |                            | Linia Ozenińska | Linia Ozenińska | Linia Ozenińska | Linia Ozenińska | Linia Ozenińska | Linia Ozenińska |                  |                  |                  |                  |                  |                  |                 |                 |  |  |                              |                              |                              |                              |                              |                              | Linia Mirohowska | Linia Mirohowska | Linia Mirohowska | Linia Mirohowska | Linia Mirohowska | Linia Mirohowska |                  |                  |                  |                  | Linia Sokulska   | Linia Sokulska   | Linia Sokulska | Linia Sokulska | Linia Sokulska | Linia Sokulska |                  |                  |                  |                  |                  |                  | Linia Łanowiecka | Linia Łanowiecka | Linia Łanowiecka | Linia Łanowiecka | Linia Łanowiecka | Linia Łanowiecka |  |  |
|                            |                            |                            |                            |                            |                            | Linia Ozenińska | Linia Ozenińska | Linia Ozenińska | Linia Ozenińska | Linia Ozenińska | Linia Ozenińska |                  |                  |                  |                  |                  |                  |                 |                 |  |  |                              |                              |                              |                              |                              |                              | Linia Mirohowska | Linia Mirohowska | Linia Mirohowska | Linia Mirohowska | Linia Mirohowska | Linia Mirohowska |                  |                  |                  |                  | Linia Sokulska   | Linia Sokulska   | Linia Sokulska | Linia Sokulska | Linia Sokulska | Linia Sokulska |                  |                  |                  |                  |                  |                  | Linia Łanowiecka | Linia Łanowiecka | Linia Łanowiecka | Linia Łanowiecka | Linia Łanowiecka | Linia Łanowiecka |  |  |
|                            |                            |                            |                            |                            |                            |                 |                 |                 |                 |                 |                 |                  |                  |                  |                  |                  |                  |                 |                 |  |  |                              |                              |                              |                              |                              |                              |                  |                  |                  |                  |                  |                  |                  |                  |                  |                  |                  |                  |                |                |                |                |                  |                  |                  |                  |                  |                  |                  |                  |                  |                  |                  |                  |  |  |
| Linia Ozenińska-Arentowska | Linia Ozenińska-Arentowska | Linia Ozenińska-Arentowska | Linia Ozenińska-Arentowska | Linia Ozenińska-Arentowska | Linia Ozenińska-Arentowska |                 |                 |                 |                 |                 |                 | Linia Mychlińska | Linia Mychlińska | Linia Mychlińska | Linia Mychlińska | Linia Mychlińska | Linia Mychlińska |                 |                 |  |  | Linia Miroboska              | Linia Miroboska              | Linia Miroboska              | Linia Miroboska              | Linia Miroboska              | Linia Miroboska              |                  |                  |                  |                  |                  |                  | Linia Hranowska  | Linia Hranowska  | Linia Hranowska  | Linia Hranowska  | Linia Hranowska  | Linia Hranowska  |                |                |                |                |                  |                  |                  |                  |                  |                  |                  |                  |                  |                  |                  |                  |  |  |
| Linia Ozenińska-Arentowska | Linia Ozenińska-Arentowska | Linia Ozenińska-Arentowska | Linia Ozenińska-Arentowska | Linia Ozenińska-Arentowska | Linia Ozenińska-Arentowska |                 |                 |                 |                 |                 |                 | Linia Mychlińska | Linia Mychlińska | Linia Mychlińska | Linia Mychlińska | Linia Mychlińska | Linia Mychlińska |                 |                 |  |  | Linia Miroboska              | Linia Miroboska              | Linia Miroboska              | Linia Miroboska              | Linia Miroboska              | Linia Miroboska              |                  |                  |                  |                  |                  |                  | Linia Hranowska  | Linia Hranowska  | Linia Hranowska  | Linia Hranowska  | Linia Hranowska  | Linia Hranowska  |                |                |                |                |                  |                  |                  |                  |                  |                  |                  |                  |                  |                  |                  |                  |  |  |
|                            |                            |                            |                            |                            |                            |                 |                 |                 |                 |                 |                 |                  |                  |                  |                  |                  |                  |                 |                 |  |  |                              |                              |                              |                              |                              |                              |                  |                  |                  |                  |                  |                  |                  |                  |                  |                  |                  |                  |                |                |                |                |                  |                  |                  |                  |                  |                  |                  |                  |                  |                  |                  |                  |  |  |
|                            |                            |                            |                            |                            |                            |                 |                 |                 |                 |                 |                 |                  |                  |                  |                  |                  |                  |                 |                 |  |  |                              |                              |                              |                              |                              |                              |                  |                  |                  |                  |                  |                  |                  |                  |                  |                  |                  |                  |                |                |                |                |                  |                  |                  |                  |                  |                  |                  |                  |                  |                  |                  |                  |  |  |

Gniewosz Jełowicki (zm. 1565), miał czterech synów. Z czego drugi syn, Antoni zapoczątkował linię Milczańsko-Kamieniecką, a od trzeciego syna Sawy, idzie linia Łanowiecka.
Sawa miał synów Hieronima, Adriana i Krzysztofa. Hieronim kasztelan Chełmski zszedł bezpotomnie. 
Adrian, dał początek linii Ozenińskiej, która rozdzieliła się na Ozenińską i Mirohoską. Ozenińska rozdzieliła się na Ozenińską Arentowską i Mychlińską. Szczep Mirohowski rozdzielił się na gałęzie Hranowską i Miroboską.
Krzysztof natomiast, dał początek linii Łanowieckiej, która na pradziadowskich została dobrach; przez wniosek po księżniczce Sokulskiej rozdzieliła się na dwa szczepy: Sokulski i Lanowiecki. Szczep Sokulski zszedł bez potomków płci męskiej.
Z linii Lanowieckiej natomiast pochodzą trzej rodzeni bracia, Konstanty Stefan i Wacław. Wacław poległ pod Danowem, jest ojcem zamordowanego Edwarda i Aleksandra. Potomkowie min. Edwarda żyją do dziś w Polsce.

## Znani członkowie rodu

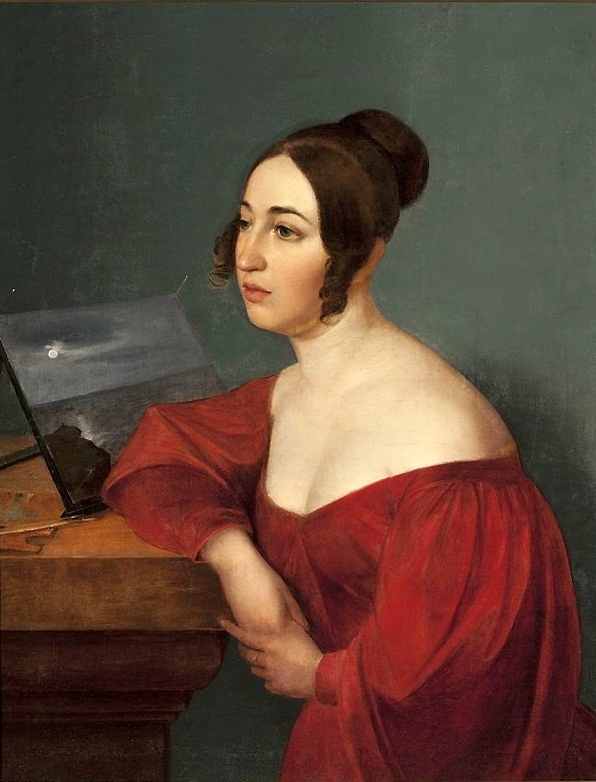
Portret Hortensji z Jełowickich Sobańskiej, córki Wacława i Honoraty, Wojciech Stattler 1836

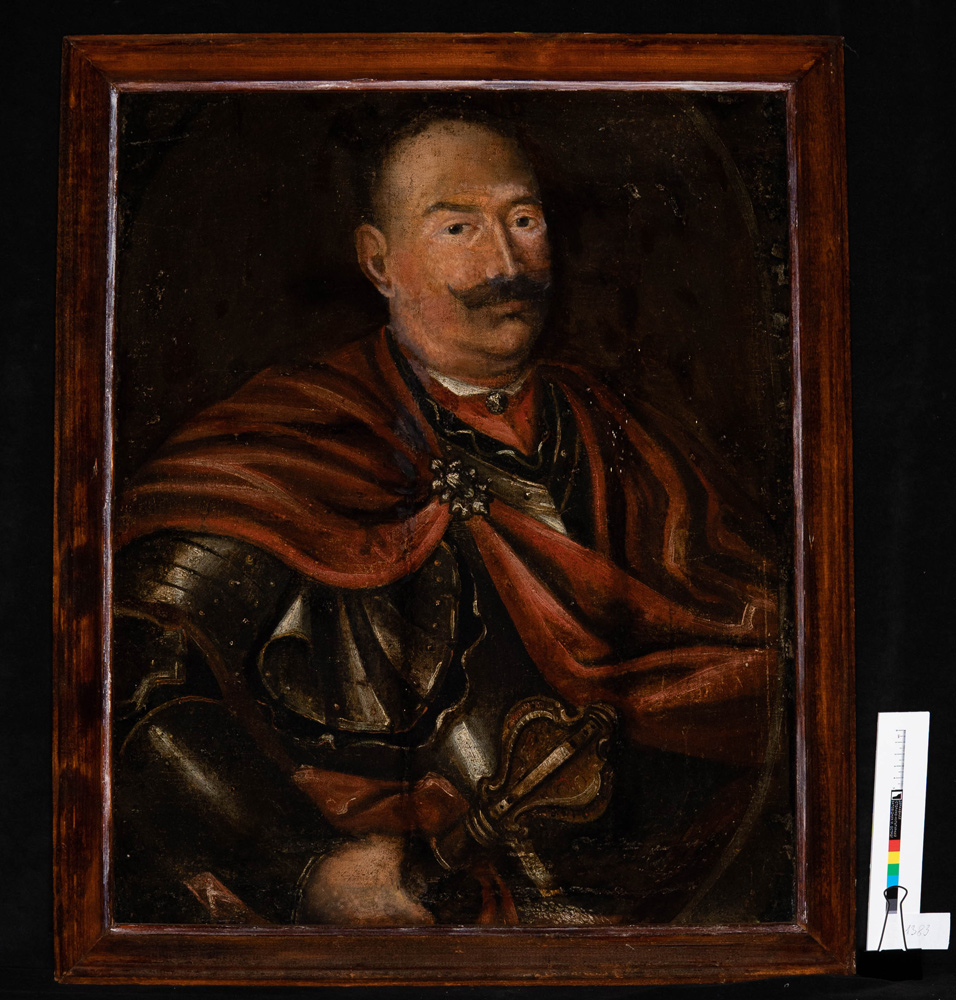
Portret Stanisława Jełowickego

- Zachariasz Jełowicki (zm. 1629) – sekretarz i pisarz królewski.
- Hieronim Jełowicki (1672–1732) – biskup, Wiceprezydent Trybunału Koronnego.
- Antonina Jełowicka (zm. 1780) – poetka późnego baroku.
- Stanisław Jełowicki (1742–1811) – poseł na Sejm Czteroletni.
- Wacław Jełowicki (1778–1831) – powstaniec listopadowy, ziemianin.
- Mikołaj Jełowicki (1794–1867) – powstaniec listopadowy, pisarz.
- Edward Jełowicki (1802–1849) – powstaniec listopadowy, oficer, porucznik[8] .
- Edward Jełowicki (1803–1848) – powstaniec listopadowy, kawaler orderu Virtuti Militari.
- Aleksander Jełowicki (1804–1877) – powstaniec listopadowy, pisarz, wydawca, zakonnik Zmartwychwstaniec, Virtuti Militari.
- Eustachy Jełowicki (1805–1869) – powstaniec listopadowy, ziemianin.
- Marcin Jełowicki (1807–1870) – powstaniec listopadowy, oficer[9] .
- Adolf Jełowicki (1809–1891) – powstaniec listopadowy[10] .
- Stanisław Jełowicki (1809–1842) – powstaniec listopadowy[11] .
- Adolf Jełowicki (1840–1898) – agronom, doktor filozof.
- Pelagia Popławska (1853–1915) – lekarka, działaczka społeczna.
- Adolf Józef Jełowicki (1863–1937) – biskup pomocniczy, pisarz.
- Witold Jełowicki (1874–1927) – prawnik, adwokat, sędzia.
- Gustaw Jełowicki (1880–1965) – duchowny.
- Jerzy Jełowicki (1899–1939) – ziemianin, agronom, malarz, oficer, Virtuti Militari.
- Aleksander Jełowicki (1921–1998) – powstaniec warszawski[12] .
- Teresa Jełowicka (1921–1998) – powstaniec warszawski[13] .
- Maria Jełowicka (1923–1944) – powstaniec warszawski[14] .
- Jadwiga Jełowicka (1924–2017) – powstaniec warszawski[15] .
- Krzysztof Jełowicki (1925–1944) – powstaniec warszawski[16] .
- Witold Jełowicki (1931–2000) – powstaniec warszawski[17] .
- Jerzy Karol Jełowicki (1941–2006) – członek Rady Polonii Belgijskiej.